# Soyuz TM-8
Soyuz TM-8 foi a oitava expedição à estação orbital Mir, realizada entre setembro de 1989 e fevereiro de 1990.

## Tripulação
| Posição           | Cosmonautas          |
| ----------------- | -------------------- |
| Comandante        | Alexander Viktorenko |
| Engenheiro de voo | Aleksandr Serebrov   |

## Parâmetros da Missão
- Massa: 7 150 kg
- Perigeu: 390 km
- Apogeu: 392 km
- Inclinação: 51.6°
- Período: 92.4 minutos

## Pontos altos da missão
Durante a aproximação final à Mir (4 m de distância), o sistema Kurs teve falhas em seu funcionamento. O comandante Viktorenko tomou o controle manual, afastou-se para cerca de 20 m de distância e acoplou manualmente. A nave passou 166 dias unida à Mir.
Em 29 de Setembro os cosmonautas instalaram equipamentos no sistema de acoplamento em preperação para a chegada do Kvant 2, o primeiro dos módulos de adição de 20 toneladas à Mir. Ocorreram alertas de tempestades solares. Em 30 de Setembro uma poderosa chama foi atirada pelo Sol. A previsões iniciais indicavam que os cosmonautas podiam receber muitas vezes o nível máximo permitido de radiação. No evento, os cosmonautas receberam apenas uma quantia de radiação que eles receberiam normalmente em 2 semanas de voo.
Foi anunciado em 10 de Outubro que problemas com os chips de alguns computadores atrasaram o lançamento do segundo módulo de adição à Mir em pelo menos 40 dias da data planejada de lançamento de 16 de Outubro. O foco principal da missão de Viktorenko e Serebrov era receber, vistoriar, e ativar esta módulo, então o planejamento desta missão entrou em revisão.